# Matt Bissonette
Matt Bissonette (25 de julio de 1961) es un bajista estadounidense. Ha tocado con numerosos artistas y bandas, como David Lee Roth (1987–92), Jeff Lynne, ELO (2001), Ringo Starr (2003–05) y Elton John (2012–presente). Es hermano del reconocido baterista Gregg Bissonette.

## Discografía

### Mustard Seeds
- Red (1998)
- III (2008)

### Squirts
- Resquirted (2006)

### Jeff Lynne
- Zoom Tour Live (2001)

### Jughead
- Jughead (2002)

### David Lee Roth
- A Little Ain't Enough (1991)

### Joe Satriani
- The Extremist (1993)
- Strange Beautiful Music (2002)
- Is There Love in Space? (2004)
- G3: Live in Tokyo (2005)
- Professor Satchafunkilus and the Musterion of Rock (2008)

### Ringo Starr
- Ringo Starr: Live at Soundstage (2007) Koch Entertainment

### Rick Springfield
- Venus in Overdrive (2008)
- Songs for the End of the World (2012)

### Robbie Angelucci
- A Guy with an Accent (2002)

### Maynard Ferguson
- Storm (1982)
- Live from San Francisco (1985)

### Boz Scaggs
- Greatest Hits Live (2004)

### Globus
- Epicon (2006)

### Solista
- Spot (1998)
- Spot 2 (2000)
- Raising Lazarus (2004)
- Oh No! Bass Solo! (2004)
- Life of the Party (2009)
- Disposable Planet (2011)